# Aethalopteryx gazelle
Aethalopteryx gazelle er et møl i Cossidae-familien. Den findes i Kenya.